# Vucova

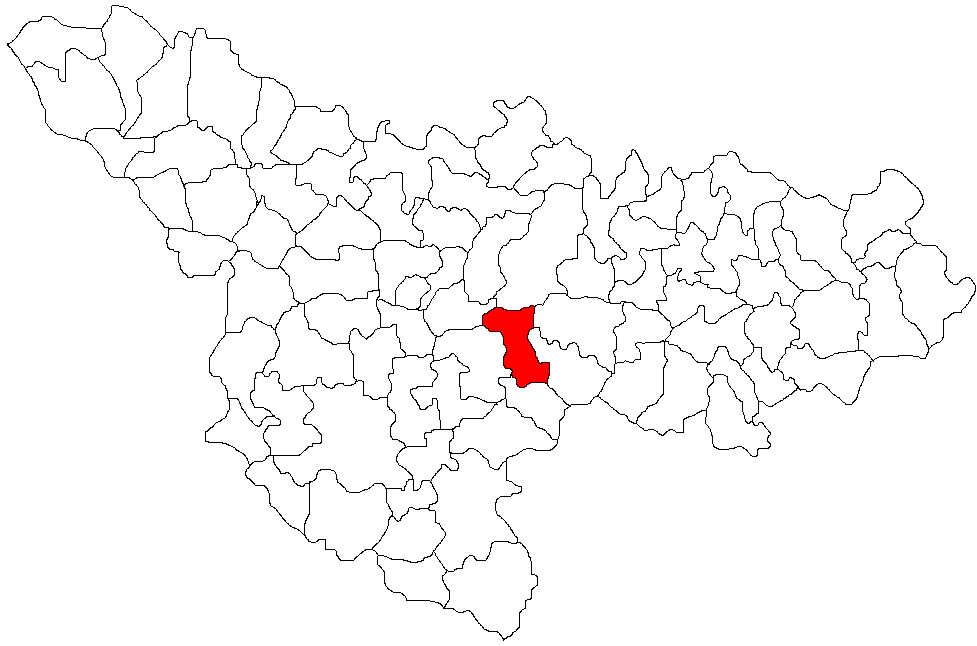
Lage der Gemeinde Chevereșu Mare im Kreis Timiș

Vucova (ungarisch Temesvukovár) ist ein Dorf im Kreis Timiș, Banat, Rumänien. Vucova gehört zur Gemeinde Chevereșu Mare und ist eine der größten slowakischen Gemeinden in Rumänien.

## Geografische Lage
Vucova hat eine zentrale Lage im Kreis Timiș und befindet sich in 7 Kilometer Entfernung von der Stadt Buziaș und 25 Kilometer von der Kreishauptstadt Timișoara.

## Nachbarorte
| Chevereșu Mare | Bacova                                      | Buziaș     |
| Otvești        | Kompassrose, die auf Nachbargemeinden zeigt | Silagiu    |
| Blajova        | Tormac                                      | Nițchidorf |

## Geschichte
Der Gelehrte Luigi Ferdinando Marsigli erwähnt in seinen Aufzeichnungen von 1690 bis 1700 das walachische Dorf Vucova, das zum Distrikt Lugoj gehörte.
Auf der Josephinischen Landaufnahme von 1717 ist Vukowo mit 63 Häuser eingetragen und gehört zum Distrikt Ciacova. Nach dem Frieden von Passarowitz (1718) war die Ortschaft Teil der Habsburger Krondomäne Temescher Banat. Auf der Mercy-Karte von 1723 ist der Wacova bewohnt.
1785 wurden auf dem südlichen Hotter von Vucova deutsche Kolonisten angesiedelt, die das Dorf Nitzkydorf gründeten. 
Nach dem Österreichisch-Ungarischen Ausgleich (1867) wurde das Banat dem Königreich Ungarn innerhalb der Doppelmonarchie Österreich-Ungarn angegliedert. Die ungarische Regierung siedelte erstmals 1807 Slowaken in Temesvukovár an, die Boden vom Ciacovaer Hotter erhielten. Zwischen 1825 und 1850 fand erneut eine Kolonisation mit Slowaken statt. Die meisten von ihnen kamen aus Veľký Krtíš im Süden der Slowakei. 1852 bauten die Slowaken die evangelische Kirche. Die rumänisch-orthodoxe Kirche wurde 1893 erbaut.
Der Vertrag von Trianon am 4. Juni 1920 hatte die Dreiteilung des Banats zur Folge, wodurch Vucova an das Königreich Rumänien fiel.

## Bevölkerungsentwicklung
| 1880 | 987  | 548 | 36 | 8 | 395 |
| 1910 | 1167 | 600 | 20 | - | 547 |
| 1930 | 1040 | 503 | 4  | 1 | 532 |
| 1977 | 602  | 328 | 2  | - | 272 |
| 2002 | 378  | 234 | 3  | 1 | 140 |